# Kathedralbasilika Mariä Himmelfahrt (Covington)

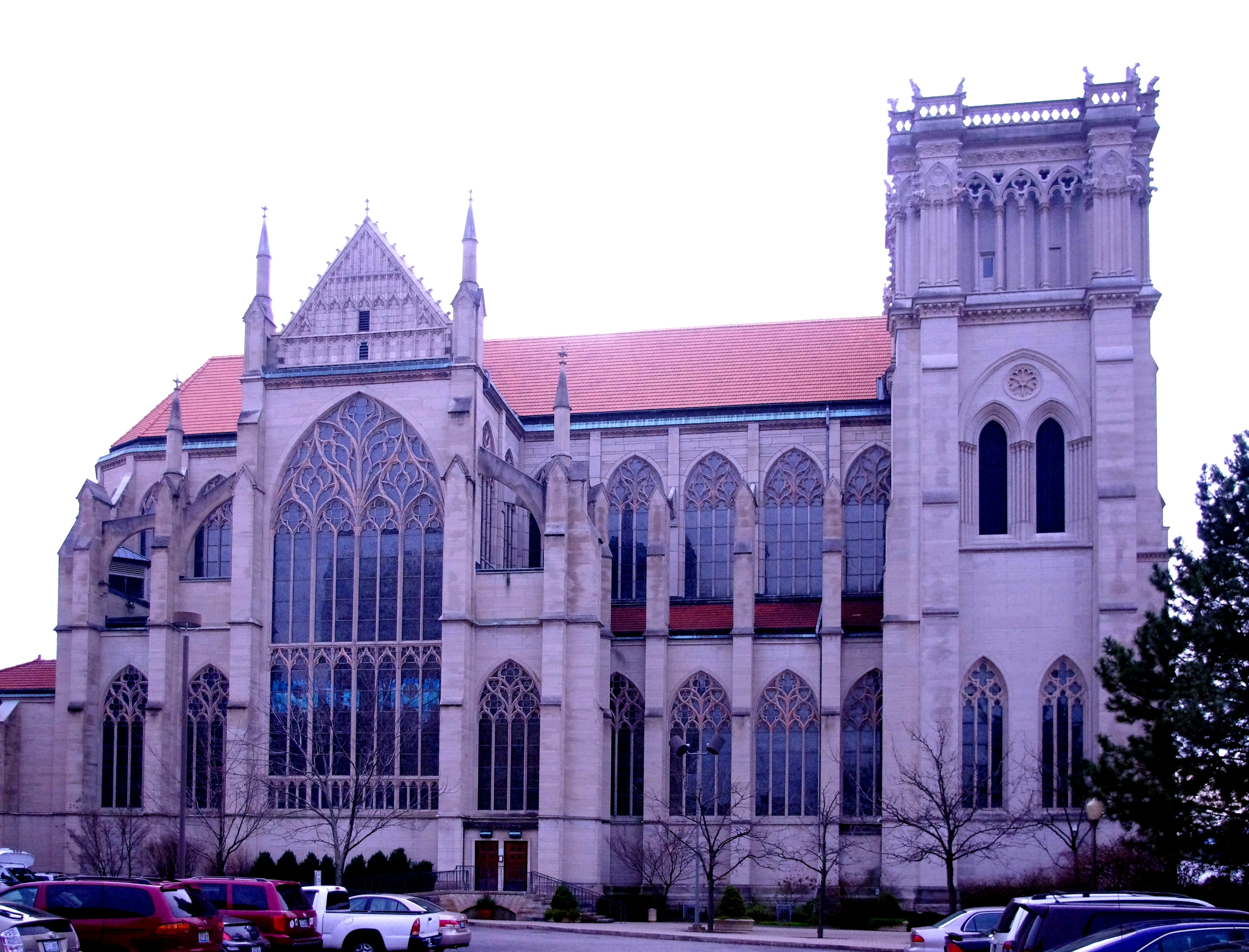
Nordansicht der Kathedrale

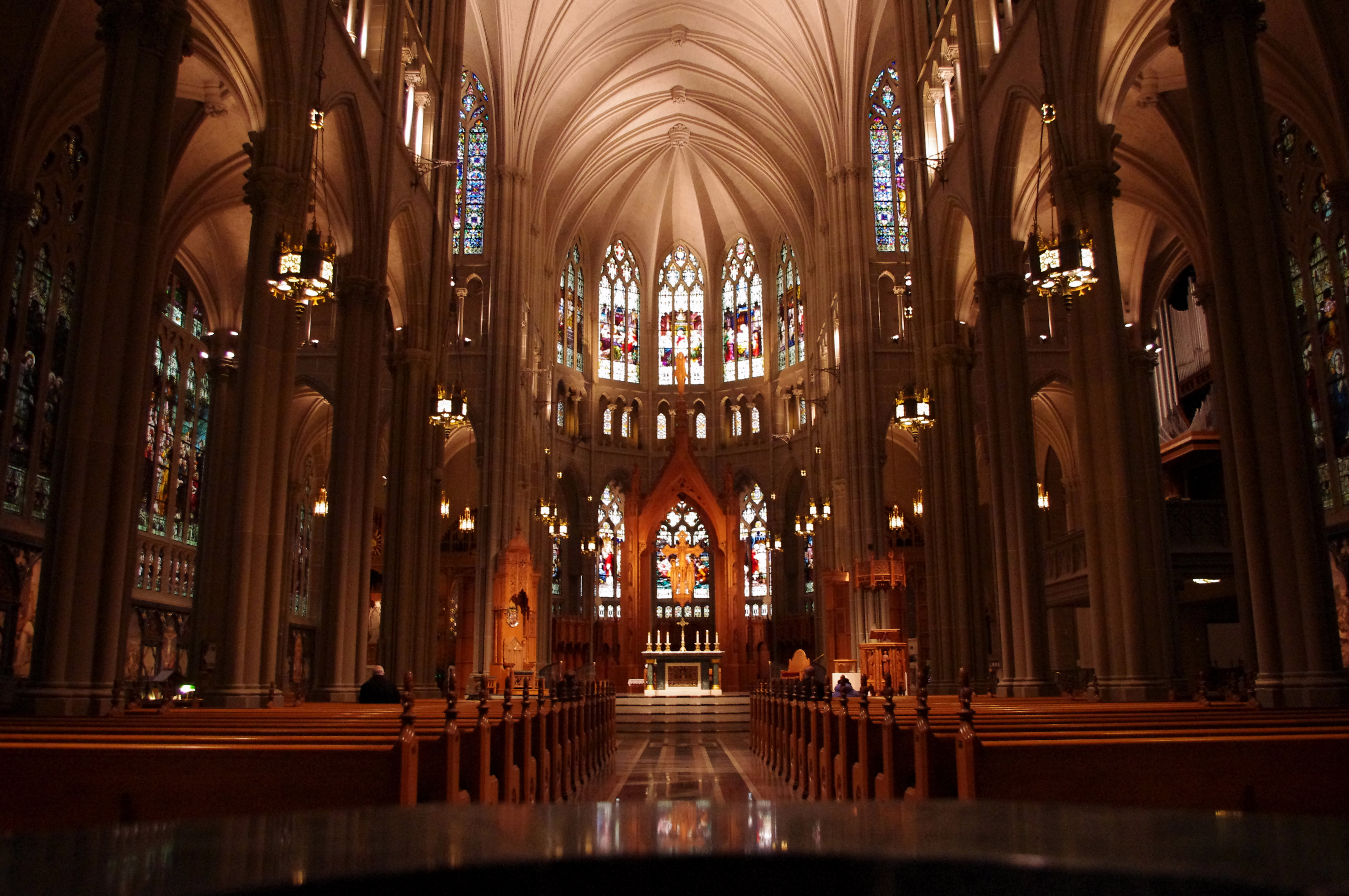
Innenraum

Die Kathedralbasilika Mariä Himmelfahrt (englisch St. Mary’s Cathedral Basilica of the Assumption) ist eine römisch-katholische Kirche in Covington im US-Bundesstaat Kentucky. Die Kathedrale des Bistums Covington mit dem Patrozinium Mariä Himmelfahrt trägt den Titel einer Basilica minor. Die 1901 geweihte neogotische Kirche wird seit 1973 im National Register of Historic Places geführt. 

## Geschichte
1834 wurde die erste Marienkirche der Gemeinde errichtet. Auf Grund ihres Wachstums und nach Schaffung des Bistums Covington im Jahr 1853 wurde im gleichen Jahr der Grundstein für die erste Kathedrale gelegt. Diese war ab 1868 wieder zu klein. Die heutige Kathedrale geht auf den dritten Bischof Camillus Paul Maes und die Planungen ab 1885 zurück. Der Bau wurde 1894 begonnen. 1901 waren Kirchenschiff, Apsis und Querschiff fertiggestellt und es fand die Kirchweihe statt. Der Bau der Fassade begann 1908 und wurde zusammen mit der Installation der Buntglasfenster im Jahr 1910 abgeschlossen. Anschließend ließ Bischof Maes den Innenraum ausgestalten, womit die Arbeiten 1915 unter Bischof Ferdinand Brossart nach dem Tod von Bischof Maes im Jahr 1915 abgeschlossen wurden, ohne dass die geplanten Kirchtürme errichtet wurden. Papst Pius XII. verlieh der Marienkathedrale den zusätzlichen Titel einer Basilica minor, die Verkündigung erfolgte am 8. Dezember 1953 im Rahmen eines feierlichen Hochamts durch Bischof William Theodore Mulloy.

## Architektur

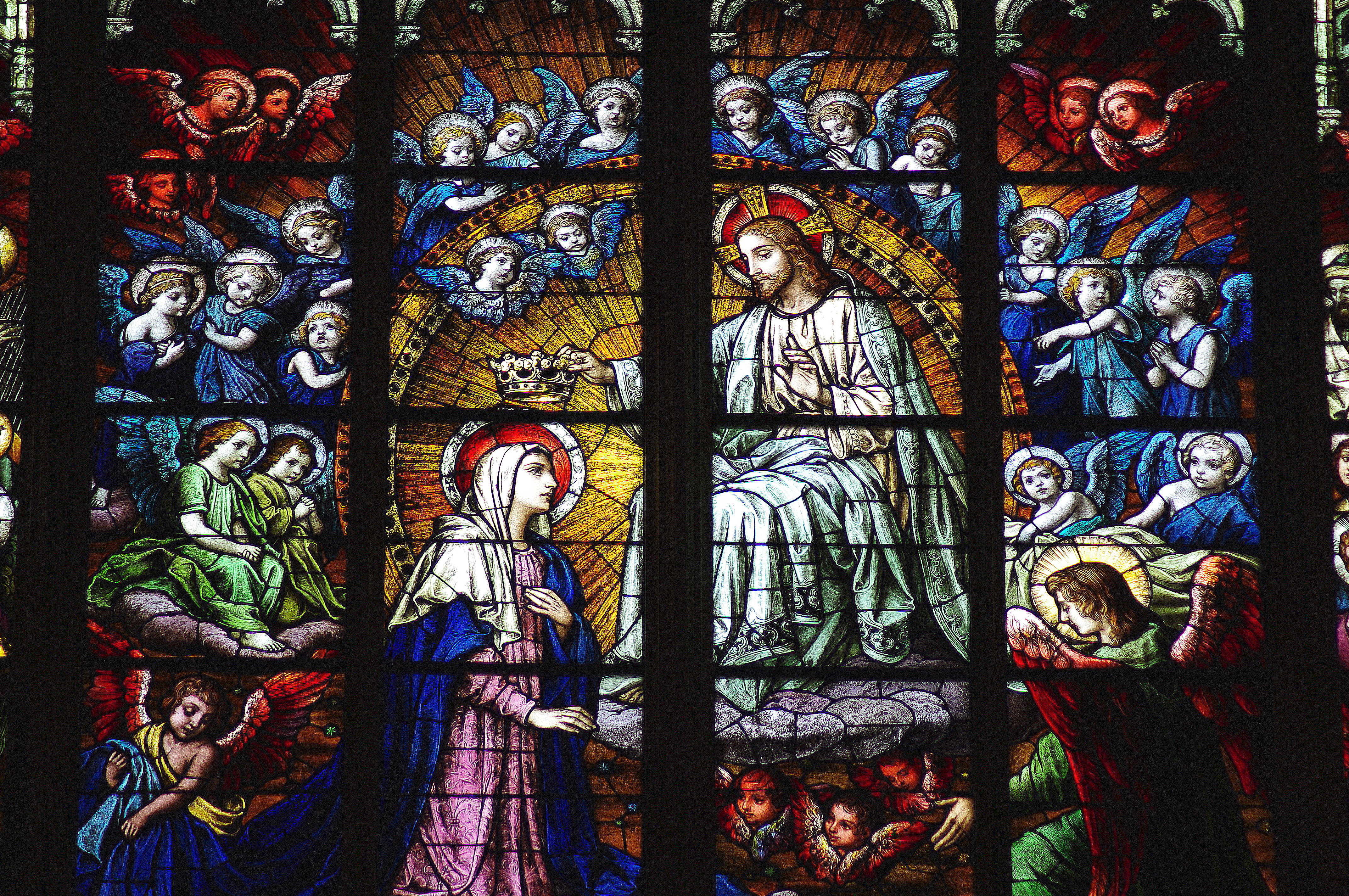
Ausschnitt aus dem großen Fenster zum Konzil von Ephesos mit Marienkrönung

Die kreuzförmige Basilika wurde nach einem Entwurf des Detroiter Architekten Leon Coquard erbaut und ist von der Kathedrale Notre-Dame von Paris inspiriert. Die Fassade mit drei Portalen wurde durch den lokalen Architekten David Davis entworfen. Das Bauwerk wurde aus Bedford-Stein errichtet und die Dächer sind mit roten Ludovici-Ziegeln gedeckt. Die dreischiffige Kathedrale hat bei einer Länge von 59 Metern eine Breite von 44 Metern, das Kirchenschiff erreicht eine Höhe von 25 Metern.

## Ausstattung
Der Innenraum wurde nach Vorbild der Kathedrale von Saint-Denis in Frankreich gestaltet. Der Hochaltar wurde aus Carrara-Marmor geschnitzt. Die Böden sind mit Rosata- und Breche-Marmor verlegt. Die Wandgemälde schuf der aus Covington stammende Frank Duveneck. Insgesamt 82 große Buntglasfenster der Mayer’schen Hofkunstanstalt aus München beleuchten die Kirche. Im nördlichen Querschiff wurde ein Fenster über das Ökumenische Konzil von Ephesus im Jahr 431 installiert, bei dem Maria zur Gottesmutter erklärt wurde. Das Fenster gilt mit einer Höhe von 20,4 Metern und einer Breite von 7,3 Metern als das größte handgefertigte Kirchenfenster der Welt. Im südlichen Querschiff oberhalb der Orgel und auf der Eingangsseite wurden große Rosettenfenster eingebaut.
Der zentrale Eingang zeigt Statuen und Steinmetzarbeiten des angesehenen amerikanischen Bildhauers Clement Barnhorn. Auf der zweitürmigen, unvollendeten Fassade ragen 32 Wasserspeier und 26 Schimären aus der reich verzierten oberen Kolonnade heraus.

## Orgeln
Die Kathedrale beherbergt drei Pfeifenorgeln. Die Orgel im südlichen Querschiff wurde 1933 durch die Wicks Organ Company in Highland, Illinois gebaut. Die ursprünglich dreimanualige Orgel mit 43 Registern wurde bei einer Renovierung 1982 auf vier Manuale mit 65 Registern ausgebaut. 
Die zweimanualige Orgel mit 21 Registern über dem Eingang wurde 1858 von Mathais Schwab aus Cincinnati für die römisch-katholische Kirche St. Joseph in Covington gebaut und bei deren Abriss mit Anpassungen 1970 hierher verlegt. Im Jahr 2002 erwarb die Kathedrale eine mobile Orgel für den Einsatz in der Kathedrale.